# Lilla Flaxnan
Lilla Flaxnan är en sjö i Ovanåkers kommun i Hälsingland och ingår i Ljusnans huvudavrinningsområde.